# Johanna Sällström
Johanna Maria Ellinor Berglund-Sällström (ur. 30 grudnia 1974, zm. 13 lutego 2007) – szwedzka aktorka, występowała w roli Lindy Wallander w szwedzkiej wersji serialu – opartego na powieściach Henninga Mankella – Wallander.

## Życiorys
Pierwszą rolę zagrała jako 15-latka w teatrze Hudiskvall w sztuce Sen nocy letniej.
Studiowała aktorstwo w Södra Latins w Sztokholmie. Zaczęła być znana w Szwecji w latach 90. XX w., za sprawą roli w serialu Trzy korony. W 1997 roku otrzymała nagrodę Guldbagge w kategorii Najlepsza Aktorka w Głównej Roli za film Beneath the Surface. Jeszcze tego samego roku przeprowadziła się do Kopenhagi, gdzie pracowała w kawiarni.
W 2000 powróciła do Szwecji. W 2005 roku dostała rolę Lindy Wallander w szwedzkim serialu Wallander, który przyniósł jej znaczną rozpoznawalność. Zagrała w dwóch sezonach, w 2005 i 2006 roku.
Jej ostatnią rolą była rola w sztuce Antona Czechowa – Mewa.

## Życie osobiste
W 2000 poślubiła Albina Sällströma, para rozwiodła się w 2002 roku. Owocem związku jest córka Talulah. 26 grudnia 2004, Sällström i jej córka, przebywające na wakacjach w Tajlandii, przeżyły tsunami na Oceanie Indyjskim, co prawdopodobnie zapoczątkowało depresję aktorki.

### Śmierć
13 lutego 2007 roku Sällström została znaleziona martwa w swoim domu w Malmö. Popełniła samobójstwo przez przedawkowanie tabletek nasennych. Wymusiło to na Mankellu zmiany w kręconym właśnie scenariuszu serialu Wallander – w drugiej części trylogii Linda została wysłana do pracy w innym miejscu, wróciła w trzecim sezonie i jej rolę zagrała Charlotta Jonsson.